# Andrea Orcel
Andrea Orcel (Roma, 14 maggio 1963) è un banchiere italiano, attuale amministratore delegato del gruppo UniCredit. Dal 2014 al 2018 è stato presidente di UBS Investment Bank e per vent'anni, dal 1992 al 2012, ha lavorato nel dipartimento M&A di Merrill Lynch a Londra.
È stato definito uno dei banchieri d'investimento di maggior successo della sua generazione, venendo definito "il Cristiano Ronaldo della finanza" ma anche "il banchiere di acciaio" per il suo stile di management e per la sua iper-competitività. La rivista Forbes Italia lo ha inserito nella lista dei 100 manager italiani del 2021.

## Biografia
Nato a Roma nel 1963, suo padre (siciliano di Gela) gestiva una piccola società di leasing e sua madre (una toscano-francese vissuta in Tunisia) lavorava per l'ONU. Il nonno è stato il primo direttore generale della Casmez. Orcel ha frequentato il Lycée français Chateaubriand a Roma, su decisione della madre, in modo da poter imparare anche il francese oltre al suo italiano nativo. Ha quindi frequentato l'Università "La Sapienza", laureandosi con lode in economia e commercio con una tesi sulle acquisizioni ostili. Durante il periodo universitario, ha girato anche il Sud America con lo zaino in spalla e ha affermato che una vacanza negli USA quando aveva 18 anni lo spinse a lavorare in banca. Dopo la laurea ha frequentato la business school INSEAD a Fontainebleau, in Francia.

### Merrill Lynch

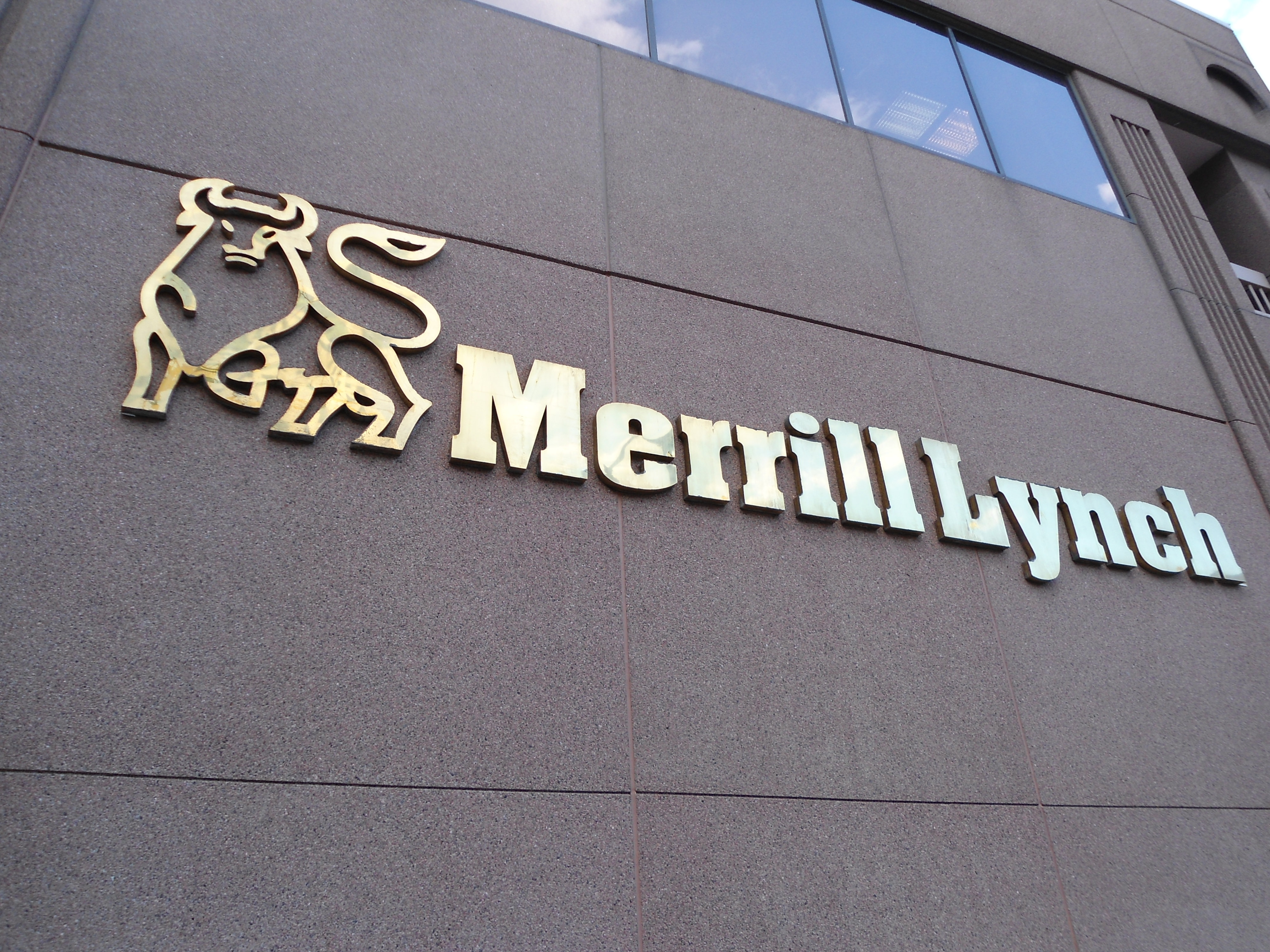
Orcel ha lavorato dal 1992 al 2012 alla Merrill Lynch & Co., la società acquistata nel 2009 dalla Bank of America per diventare Bank of America Merrill Lynch

Nel 1988, all'età di 25 anni, Orcel è stato assunto dalla banca d'investimento statunitense Goldman Sachs per lavorare nella loro divisione Fixed Income a Londra. Un anno dopo ha lasciato l'azienda per lavorare come Senior Consultant presso Boston Consulting Group dal 1989 al 1992 nel dipartimento di corporate restructuring and strategy a Parigi, Francia. Nel 1992 è entrato a far parte di Merrill Lynch & Co (acquisita nel 2009 da Bank of America per creare Bank of America Merrill Lynch) nel Financial Institutions Group (FIG) a Londra. Nel 1998 Orcel ha orchestrato la fusione (25 miliardi di euro, 21,2 miliardi di dollari) di due gruppi bancari italiani, Credito Italiano e Unicredito Italiano, per formare un unico conglomerato bancario, UniCredit. La fusione ha reso UniCredit la più grande banca in Italia.
L'anno successivo chiuse personalmente la fusione da 13 miliardi di dollari (11 miliardi di euro) di Banco Bilbao Vizcaya e Argentaria per creare BBVA. Dopo la fusione BBVA è diventata la seconda banca più grande in Spagna. Orcel è stato a capo della Global FIG dal 2003 al 2007, succedendo a Joseph Willit. Nel 2004, Orcel ha avviato l'acquisizione da parte della banca spagnola Santander della controllata britannica Abbey National, espandendo le operazioni bancarie nel Regno Unito con un accordo del valore di 15,56 miliardi di dollari (13,8 miliardi di sterline). È stato utilizzato dalla Royal Bank of Scotland (RBS) nel 2007 per fornire consulenza su un'acquisizione da 55 miliardi di dollari (49 miliardi di sterline) di ABN AMRO attraverso un'OPA, offerta pubblica di acquisto. L'OPA è stata orchestrata da Orcel dopo aver realizzato un consorzio a tre con Fortis e Banco Santander in modo da effettuare uno "spezzatino" in tre parti di ABN AMRO. All'epoca, l'offerta stabilì un record per la più grande acquisizione nella storia dei servizi finanziari. Per l'acquisizione, Orcel ha raccolto 12 milioni di dollari (7,5 milioni di sterline) in commissioni di consulenza. Mesi dopo, è emersa la crisi finanziaria imminente che ha rapidamente assorbito le riserve di capitale delle banche di tutto il mondo, causando gravi problemi a RBS e costringendo il governo britannico a prenderne il controllo. Anche Fortis, finita in cattive acque, è stata assorbita dai governi di Belgio, Paesi Bassi e Lussemburgo. L'operazione di acquisizione è stata così definita difficile da The Times mentre Institutional Investor ha etichettato Orcel come "uno dei banchieri più controversi della crisi finanziaria". Per il suo ruolo di aumentare l'attività di servizi di consulenza per tutto il 2007, Orcel è stato pagato 38 milioni di dollari (33 milioni di sterline).
Nel novembre 2008, il team di Orcel della Merrill ha valutato la banca italiana Banca Antonveneta 10 miliardi di dollari (9 miliardi di euro), consigliando l'MPS di acquisirla da Santander per lo stesso importo. Le valutazioni interne della banca di Santander avevano valutato Banca Antonveneta a 7,4 miliardi di dollari (6,5 miliardi di euro). L'accordo è stato descritto come "sconsiderato" e "imperfetto" in quanto MPS ha pagato in eccesso 2,85 miliardi di dollari (2,5 miliardi di euro) per la sua nuova acquisizione, lasciandola con carenze di capitale nel 2016. Nel 2008, nel mezzo della crisi finanziaria, è stato riferito che Orcel aveva portato 550 milioni di dollari (483 milioni di euro) in commissioni di consulenza per la banca, guadagnandosi un bonus annuale da 33 a 34 milioni di dollari (29 milioni di euro). Il suo bonus ha scatenato un'indagine sul compenso dei dirigenti da parte del procuratore generale di New York; nessuna accusa è stata avanzata contro Orcel o Merrill Lynch.
Nel luglio 2008, Orcel si è riunito a Santander per consigliarla nell'acquisizione da 1,6 miliardi di dollari (1,45 miliardi di euro) di Alliance & Leicester, una banca britannica ed ex società edile. Il 30 gennaio 2009, Santander ha assunto ancora una volta Orcel per completare l'acquisizione di Sovereign Bank, in un accordo del valore di circa 1,9 miliardi di dollari (1,4 miliardi di euro). Nel 2009, a Orcel fu chiesto di ricoprire il ruolo di presidente esecutivo della banca d'investimento, venendo successivamente nominato amministratore delegato di European Card Services. Nel febbraio 2011, Orcel ha mediato con suo fratello Riccardo l'offerta pubblica iniziale (IPO) da 3,3 miliardi di dollari (2,9 miliardi di euro) di una quota del 10% di VTB Bank da parte del governo russo. Orcel ha guidato un team per eseguire un'offerta di diritti di 8,5 miliardi di dollari (7,5 miliardi di euro) per UniCredit, al culmine della crisi dell'Eurozona nel gennaio 2012. Ricordato come il "momento più spaventoso della sua carriera", ha infranto i limiti di rischio di Merrill Lynch per assicurarsi l'affare, attirando l'attenzione del settore.

### UBS
Nell'aprile 2012, Orcel è stato scelto dall'amministratore delegato della banca d'investimento svizzera UBS Sergio Ermotti per guidare le operazioni di vendita e nel Regno Unito. Pochi giorni dopo l'annuncio, secondo quanto riferito, Orcel iniziò uno "smash and grab" dei dirigenti di Merrill, reclutandoli per UBS. Durante questo periodo, Merrill Lynch veniva fusa con Bank of America per creare la Bank of America Merrill Lynch (BAML); l'accordo è stato completato nel 2013, mesi dopo che Orcel se ne era andato con dirigenti che la pensavano allo stesso modo. Secondo quanto riferito, due dei maggiori clienti aziendali di Merrill Lynch, UniCredit e Santander, hanno trasferito la loro attività a UBS, seguendo Orcel.

### Santander
A settembre 2018 fu annunciato che Andrea Orcel avrebbe preso il timone di Banco Santander come nuovo amministratore delegato, lasciando contestualmente la banca svizzera UBS; tuttavia l'operazione non andò in porto e fu causa di una disputa legale relativa alla liquidazione precedentemente pattuita tra Orcel ed UBS, in quanto UBS si rifiutò di pagarla per via delle modalità di uscita considerate ostili e Santander non volle farsene carico.

### UniCredit
Il 27 gennaio 2021 il consiglio di amministrazione di UniCredit ha deciso all'unanimità di proporre Andrea Orcel come nuovo amministratore delegato, in sostituzione dell'uscente Jean Pierre Mustier; la scelta è stata ratificata nell'assemblea degli azionisti del successivo 15 aprile.
Nel luglio 2022, Orcel è stato nominato anche responsabile delle operazioni in Italia e presidente della Fondazione UniCredit. Nel luglio 2024, Orcel è stato nominato "Banchiere dell'Anno" agli Euromoney Awards 2024 per la sua leadership e il piano "UniCredit Unlocked", e UniCredit ha ricevuto 18 premi in Europa, tra cui migliore banca per le PMI in Europa occidental.
Nel secondo trimestre del 2024, UniCredit ha registrato un utile netto di 2,7 miliardi di euro, con un aumento del 16% rispetto allo stesso periodo del 2023. Orcel ha sottolineato la solidità del ritorno sul capitale tangibile (ROTE) al 20%, il miglioramento della generazione organica di capitale e la convinzione di raggiungere le ambizioni future della banca.

## Vita privata
Sposato dal 2009 con Clara Batalim-Orcel, una portoghese. La coppia ha una figlia.